# Cabo de la Hague
O Cabo de la Hague é o cabo que constitui a extremidade da península do Cotentin, na Normandia, noroeste da França. Fica frente às ilhas do Canal. La Hague é um lugar pitoresco de falésias de granito que datam do pré-câmbrico, com grutas e pequenos campos. Oferece belas paisagens naturais e conserva, no essencial, aldeias e um ambiente tradicional. Aí se situa um grande centro de processamento de detritos nucleares, fonte principal de recursos económicos e também de controvérsia.
Há um farol num minúsculo ilhéu a cerca de 800 metros ao largo da costa do cabo de la Hague.